# Vigarano Mainarda
Vigarano Mainarda es un municipio situado en el territorio de la provincia de Ferrara, en Emilia-Romaña (Italia).

## Demografía
| Gráfica de evolución demográfica de Vigarano Mainarda entre 1861 y 2001 |
|                                                                         |
| Fuente ISTAT - elaboración gráfica de Wikipedia                         |